# Antoine-Augustin Parmentier
Antoine-Augustin Parmentier (Montdidier, 12. kolovoza 1737. – Pariz, 13. prosinca 1813.), francuski farmaceut i agronom. Poznati je kao zagovaratelj krumpira kao namirnice za prehranu ljudi u Francuskoj i diljem Europe.

## Životopis
Dok je služio kao vojni ljekarnik u Francuskoj za vrijeme sedmogodišnjeg rata, bio je zarobljen od strane Prusa, te je u zatvoru u Pruskoj bio upoznat s krumpirom kao namirnicom za prehranu ljudi, dok je u Francuskoj bio poznat samo za ishranu svinja. Krumpir je bio uveden u Europi već 1640., ali se obično koristi kao stočna hrana. Godine 1748. francuski je parlament zabranio uzgoj krumpira, jer se je smatralo da, između ostaloga, prouzrokuje gubavost.
Antoine-Augustin Parmentie je 1772. godine predložio (u natjecanju pod pokroviteljstvom Akademije Besançon) upotrebu krumpira kao prehrambene namirnice kod dizenteričnih bolesnika. Zahvaljujući u velikoj mjeri Parmentierovim naporima, Medicinski fakultet u Parizu 1772. godine proglašava krumpir jestivom namirnicom. Osvojio je nagradu u ime krumpira u 1773.
Međutim, to nije bio njegov jedini doprinos prehrani i zdravlju. Tako je osim toga bio odgovoran za prvu organiziranu kampanju obaveznog cijepljenja protiv boginja (za vrijeme Napoleona početkom 1805. godine, kada je bio inspektor zdravstva). Također je bio pionir u ekstrakciji šećer iz šećerne repe i proučavao je metode očuvanja hrane, uključujući i hlađenje.